# Grotte de l'Apothicairerie
La grotte de l'Apothicairerie est une vaste grotte marine située dans la commune de Sauzon sur Belle-Île-en-Mer, formée par deux cavernes communicantes traversant de part en part une pointe rocheuse.

## Historique et description
Elle a été nommée ainsi à cause des nombreux nids d’oiseaux, alignés régulièrement le long de ses parois, faisant penser à des pots de produits pharmaceutiques, comme ceux qui ornaient les échoppes des « apothicaires » autrefois. Ces nids ont disparu aujourd’hui, les oiseaux nichant là ont été décimés par une chasse « touristique » dont ils faisaient l’objet à la fin du XVIIIe siècle : on y amenait les touristes en barque depuis Sauzon, arrivés dans la grotte ceux-ci s’amusaient à y tirer des coups de fusil et à voir voler, affolés, les oiseaux qui y trouvaient refuge.
Dans les années 1970-80, elle était considérée comme une importante curiosité touristique de Bretagne. On y descendait par un escalier taillé dans le roc aux marches glissantes. Avant l'entrée, on apercevait à gauche la « Roche Percée » dont l'arche s'est effondrée le 23 février 1975.
Une route carrossable, un grand parking et un hôtel, l'hôtel de l'Apothicairerie, avaient été aménagés à proximité pour accueillir les touristes. Le premier hôtel, construit à la fin du XIXe siècle et où Sarah Bernhardt séjourna, fut démoli et remplacé par une construction moderne en 1982.
Depuis la grotte est fermée au public à cause des escaliers jugés trop dangereux. Le terrain est propriété du Conservatoire du littoral et l'hôtel a été rasé en 2012, afin de préserver la lande à bruyères vagabondes.